# Carl Larsson-gården

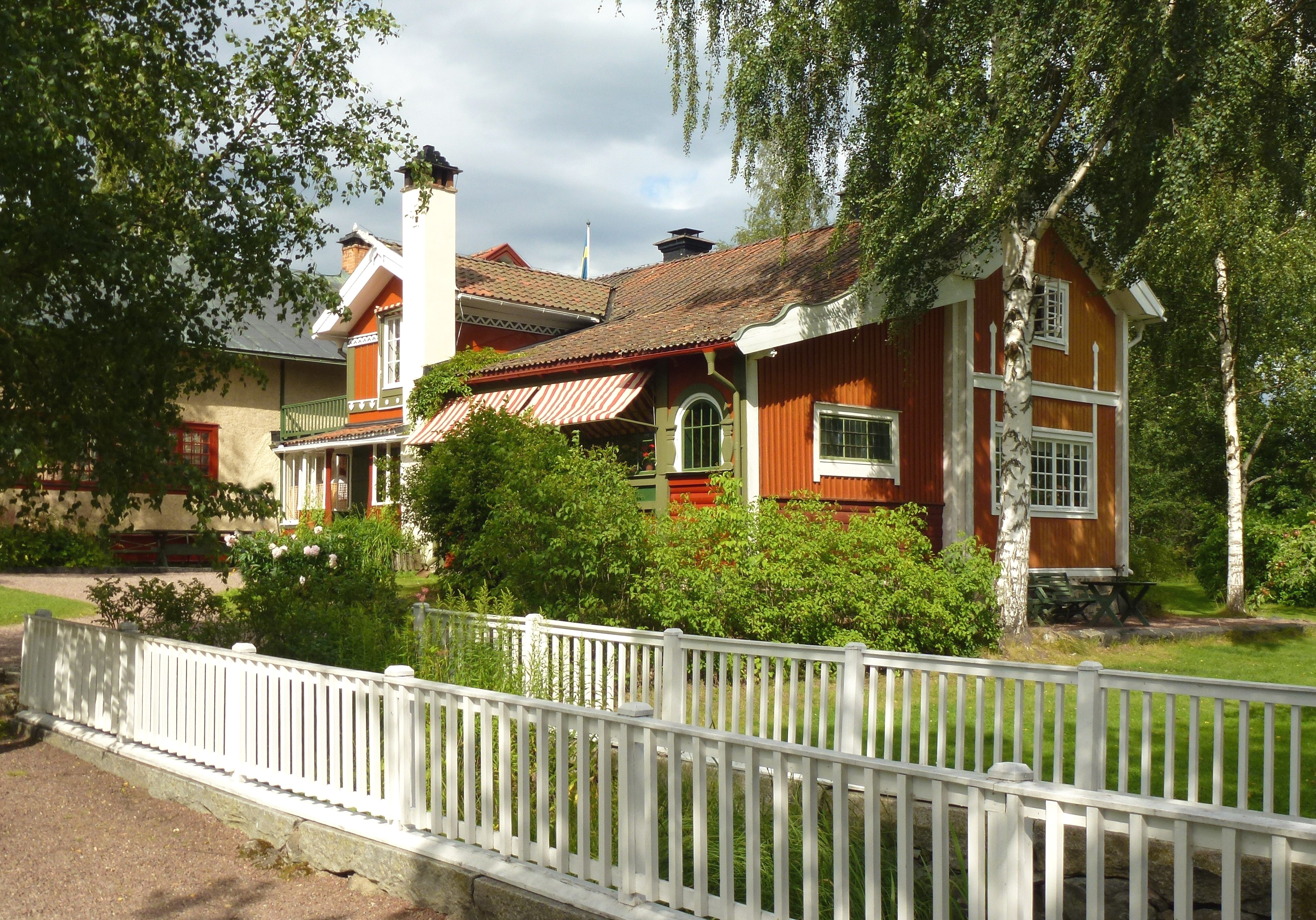
Lilla Hyttnäs 2012.

Carl Larsson-gården är namnet på stugan Lilla Hyttnäs i byn Sundborn utanför Falun i Dalarna. Mellan åren 1889 och 1912 förvandlade makarna Carl Larsson och Karin Bergöö-Larsson  sin bostad till ett av Sveriges mest omtalade hem. Sedan 1946 förvaltas och vårdas Lilla Hyttnäs av Carl och Karin Larssons släktförening och är tillgänglig för allmänheten. 

## Historik

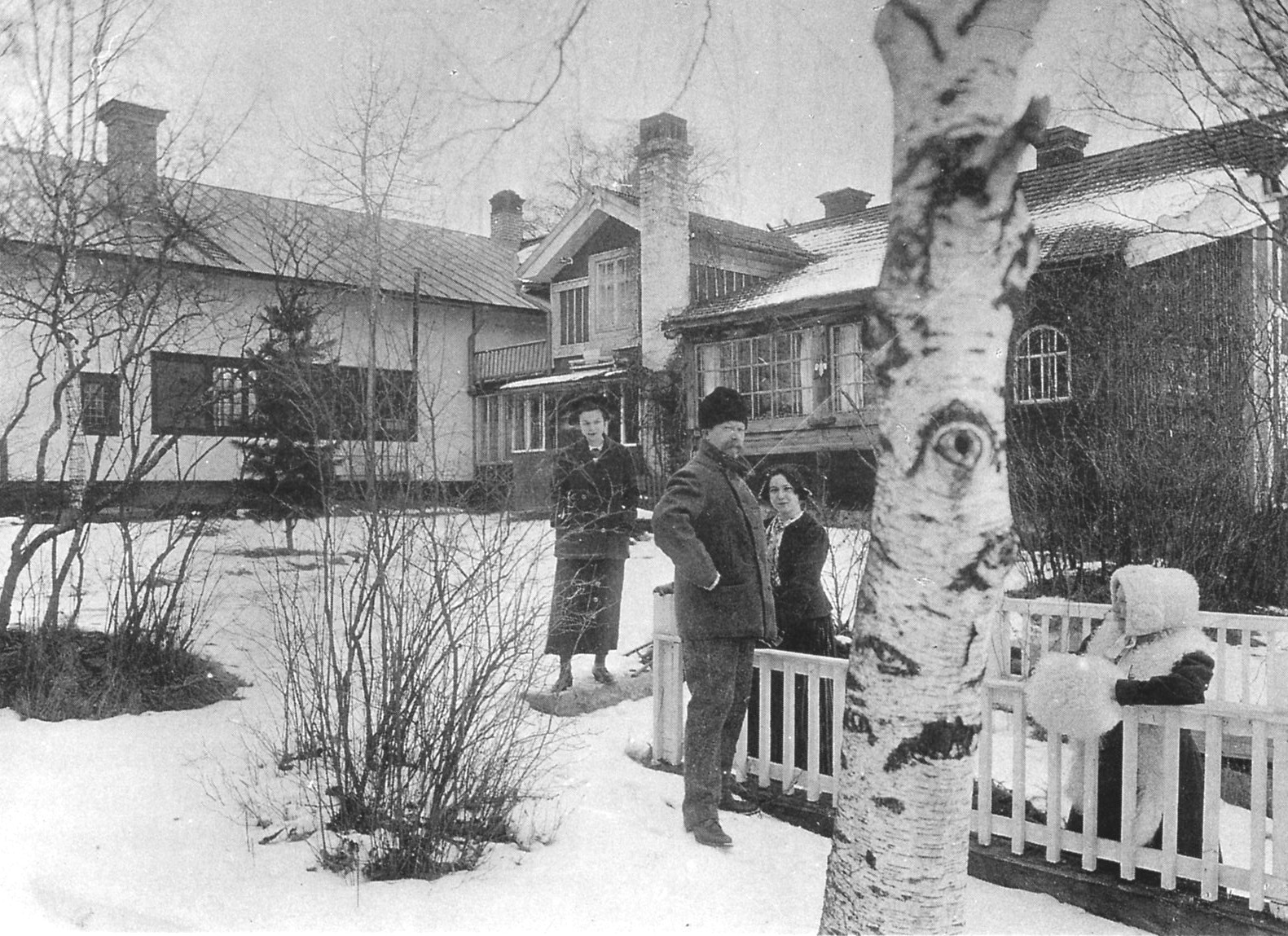
Lilla Hyttnäs med Carl Larsson och döttrarna Kersti, Britta och Suzanne, 1911.

Illustration från "Ett hem" 1899.

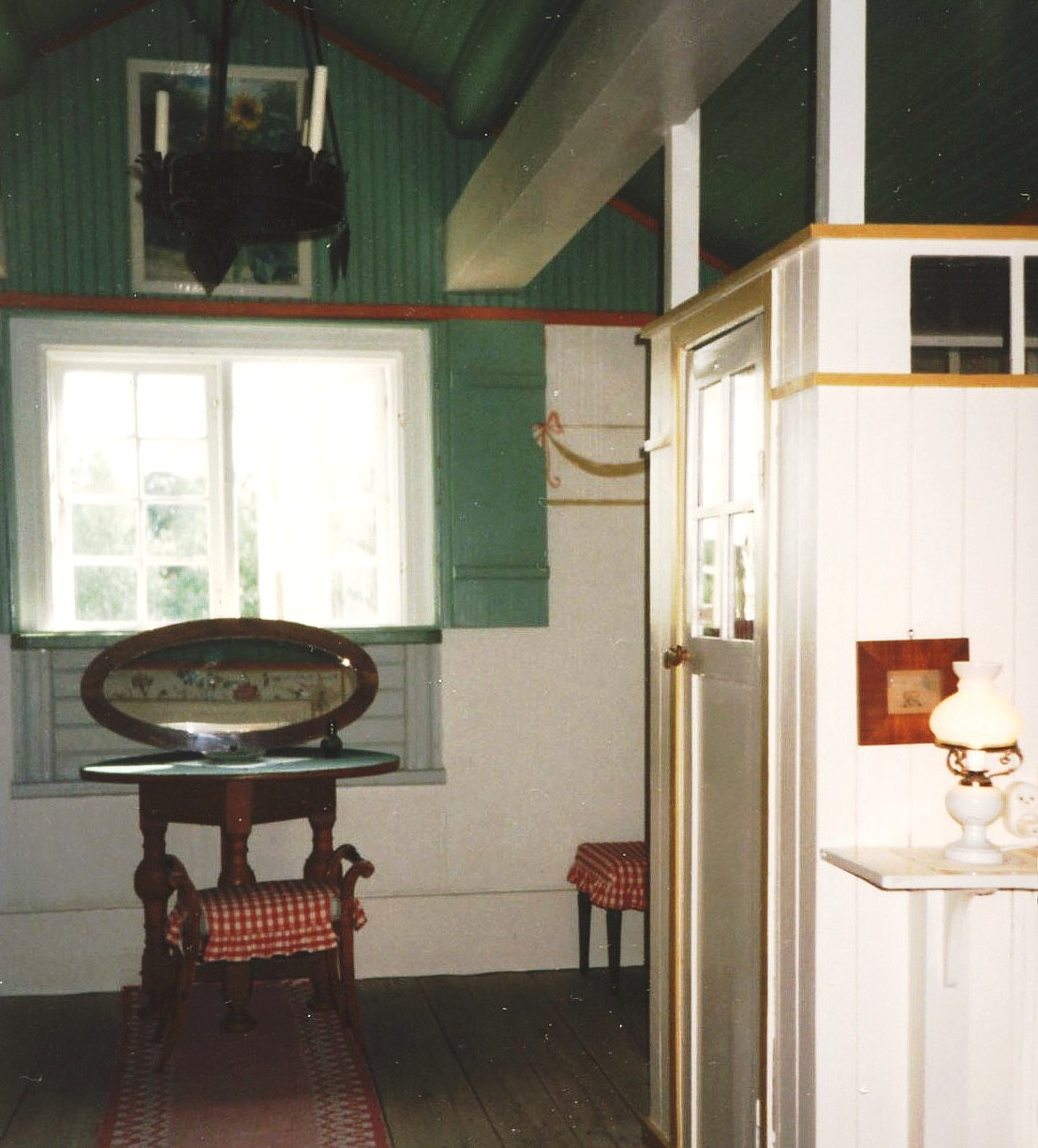
Karins sovrum, 1985.

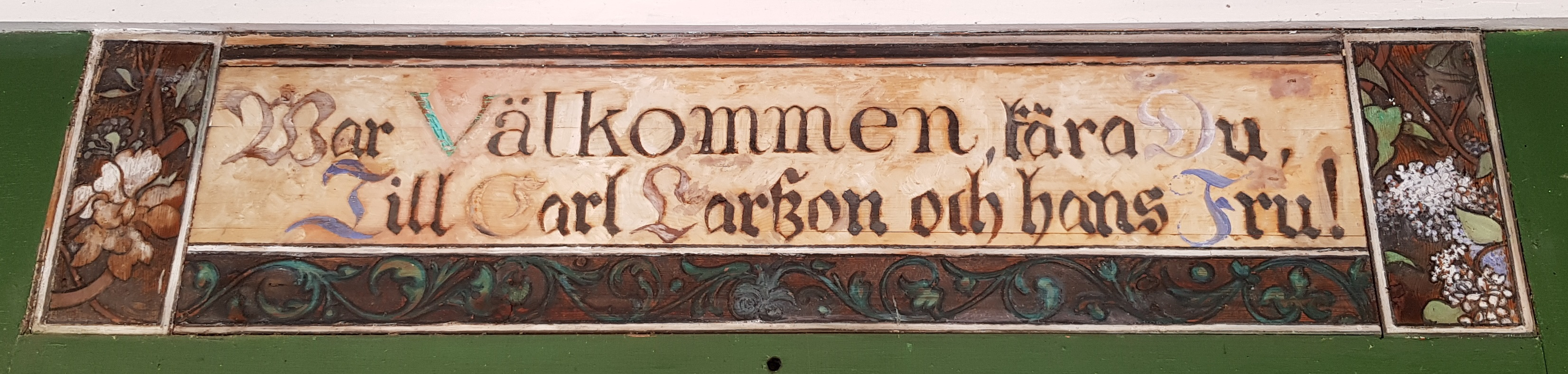
Skylten ovanför ingången, med texten "War Välkommen, kära Du, Till Carl Larßon och hans Fru!"

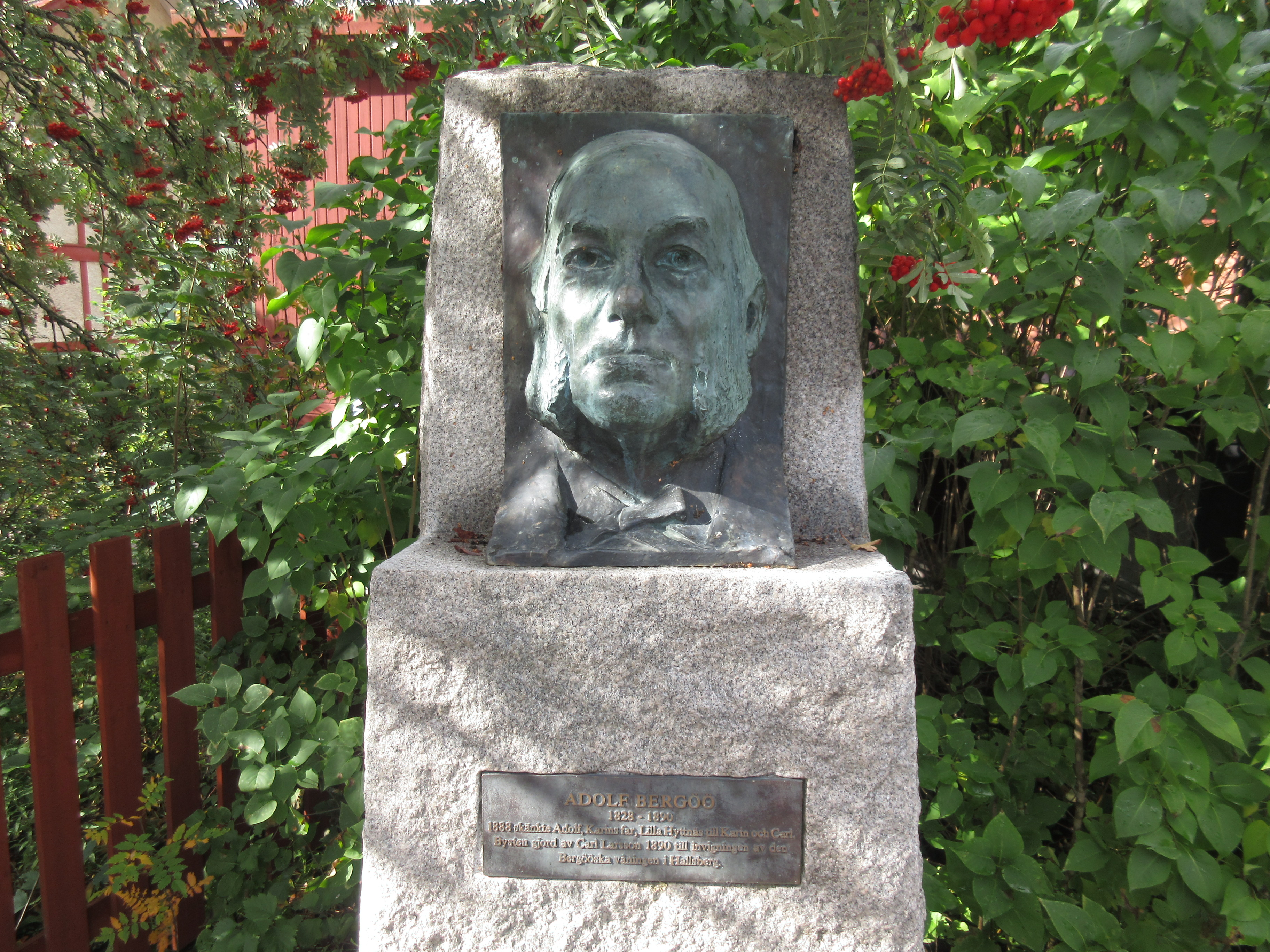
Vid grinden till Lilla Hyttnäs i Sundborn står en porträttbyst i brons med Adolf Bergöö. Carl Larsson gjorde bysten 1890 till invigningen av den Bergööska våningen i Hallsberg.

År 1888 fick Carl Larsson och Karin Larsson stugan av Karins far Adolf Bergöö. Han var född i Sundborn och hans två systrar bodde på gården Lilla Hyttnäs i Sundborn. Grannens gård på andra sidan Sundbornsån var större och kallades således Stora Hyttnäs. Carl Larsson kände vid ett besök att detta var en plats, som påminde honom om atmosfären i den franska bondbyn Grez-sur-Loing där han fått sitt konstnärliga genombrott. När en av systrarna senare gick bort skänkte Adolf Lilla Hyttnäs till sin dotter och hennes man. Redan 1889 började de använda torpet som sommarnöje och 1901 flyttade familjen till Sundborn för gott.
Under slutet av 1800-talet började makarna Larsson inreda sitt hem och den enkla stugan “Lilla Hyttnäs” förvandlades under cirka tjugo år till ett av Sveriges mest omtalade hem. Larssons skapade sin egen stil som dock var påverkad av nationalromantiken och den brittiske konstnären William Morris inredningsidéer samt Arts and Crafts-rörelsen. Dominerande är enkla möbler och klara färger, vilket var djärvt och stod i kontrast till samtida borgerliga stilideal med tunga, mörka inredningar. 
I Lilla Hyttnäs fick Karin Larsson utlopp för sin konstnärlighet — det var hon som formgav möblerna och vävde tyger och gobelänger. Sitt hem och familjelivet i Sundborn skildrade Carl Larsson i flera böcker, ”Ett hem” (1899), ”Larssons” (1902) och ”Åt Solsidan” (1910). Fram till 1912 byggdes huset om och till i ett antal omgångar. 
Byggnadsetapperna syns som årsringar på husets fasader där helt olika stilar samsas. Fasader med stående panel ligger intill en del av en faluröd stockstuga, som i sin tur gränsar till en putsad fasad. Färgerna vit, rött och grönt dominerar och håller ihop det hela väl. Mot norr märks det stora ateljéfönstret till ateljén som invigdes nyårsafton 1899. Variationen återkommer även inomhus. Inga arkitektritningar finns bevarade. Husets planform är en vinkelbyggnad med bostaden i den ena längan och ateljén i den andra.
Den sista tillbyggnaden utfördes 1912. Då kompletterades Lilla Hyttnäs med ”Bergsmansstugan”, som fogades till ateljéns västra fasad. Stugan flyttades från Aspeboda vid Falun. Interiört fanns i stugan unika tak- och väggmålningar från 1742 som Carl Larsson ville rädda.
Carl Larsson var stolt över det Karin Larsson och han åstadkommit. Lilla Hyttnäs såg han som förebild för en ny heminredningsstil och beskrev huset på följande sätt:
| ” | Det är resultatet av pysslande med stugan, jag nu i bild vill visa för er andra, av vilka somliga ha större stugor än jag har, och somliga endast luftslott. Det är icke med den fåfänga avsikten att bara visa hur jag har det, utan det är därför, att jag inbilla mig härvidlag ha gått så förståndigt tillväga, så jag tror det rentav kan tjäna till - uff, ska jag våga sta säga ut det - till föredöme - nu är det sagt! - för många vilka känna behov av att på ett trevligt sätt ordna sitt hem. | „ |

Efter Carl och Karin Larssons död skänkte barnen, och i förekommande fall även barnbarnen, sina arvslotter till Carl och Karin Larssons släktförening, som bildades 1946 och fortfarande förvaltar och vårdar Lilla Hyttnäs.
Gården är idag ett besöksmål med stor internationell attraktionskraft, är Dalarnas och Sveriges mest omtalade konstnärshem. 
I anslutning till gården finns en utställningshall Kvarnen som årligen anordnar konst- eller kulturutställningar.
På gården finns ett komplett arkiv och bibliotek med böcker, fotografier och dokument. Arkivet är tillgängligt för forskare.

## Ett hem
Carl Larsson gjorde bildserien Ett hem, som trycktes i färg i en bok med samma namn som utgavs 1899. Denna bok trycktes i många upplagor i flera länder och följdes av andra böcker med motiv från Lilla Hyttnäs. Carl Larsson-gården blev på detta sätt ett stilideal.

## Bilder, fasaddetaljer

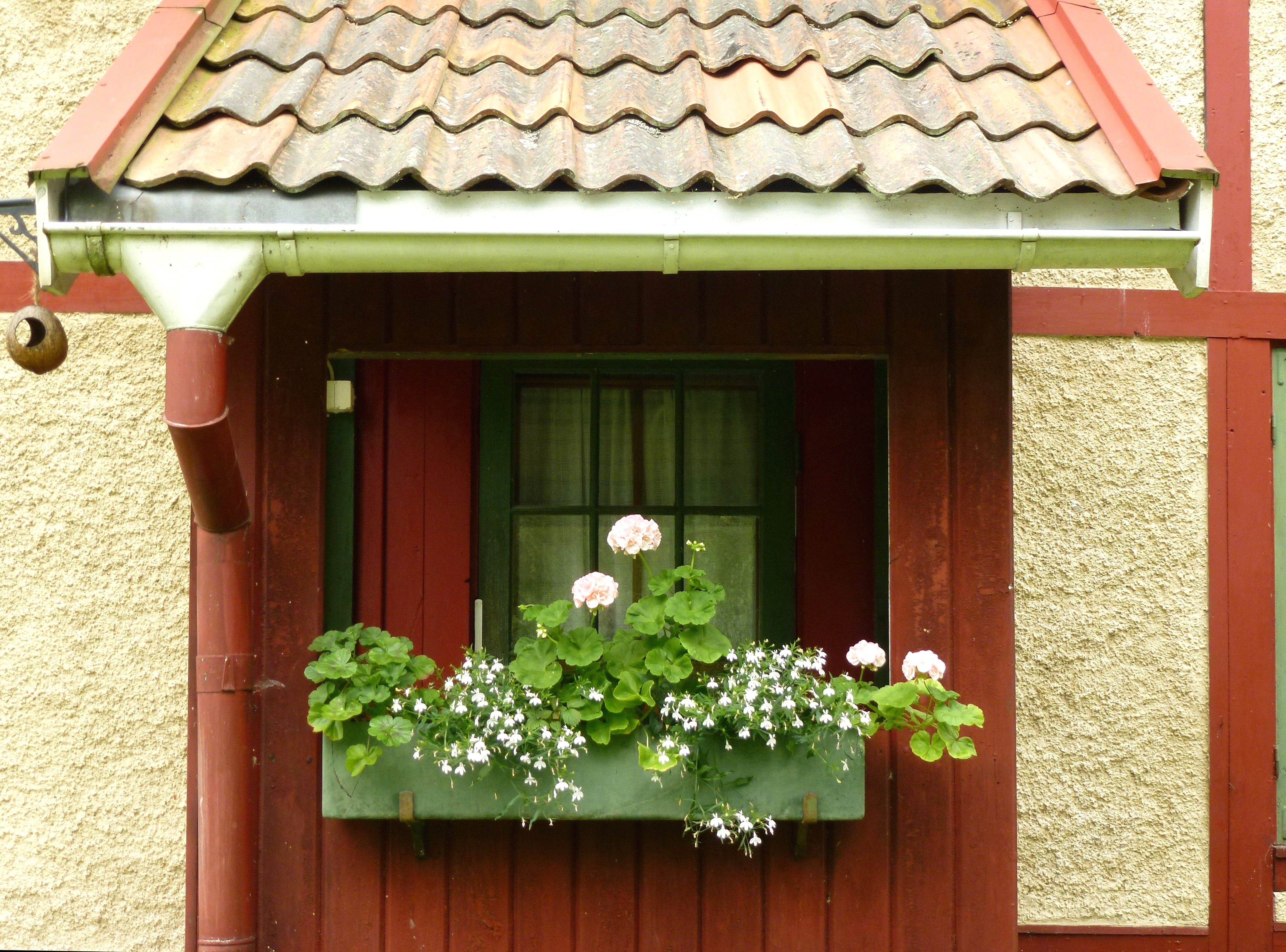
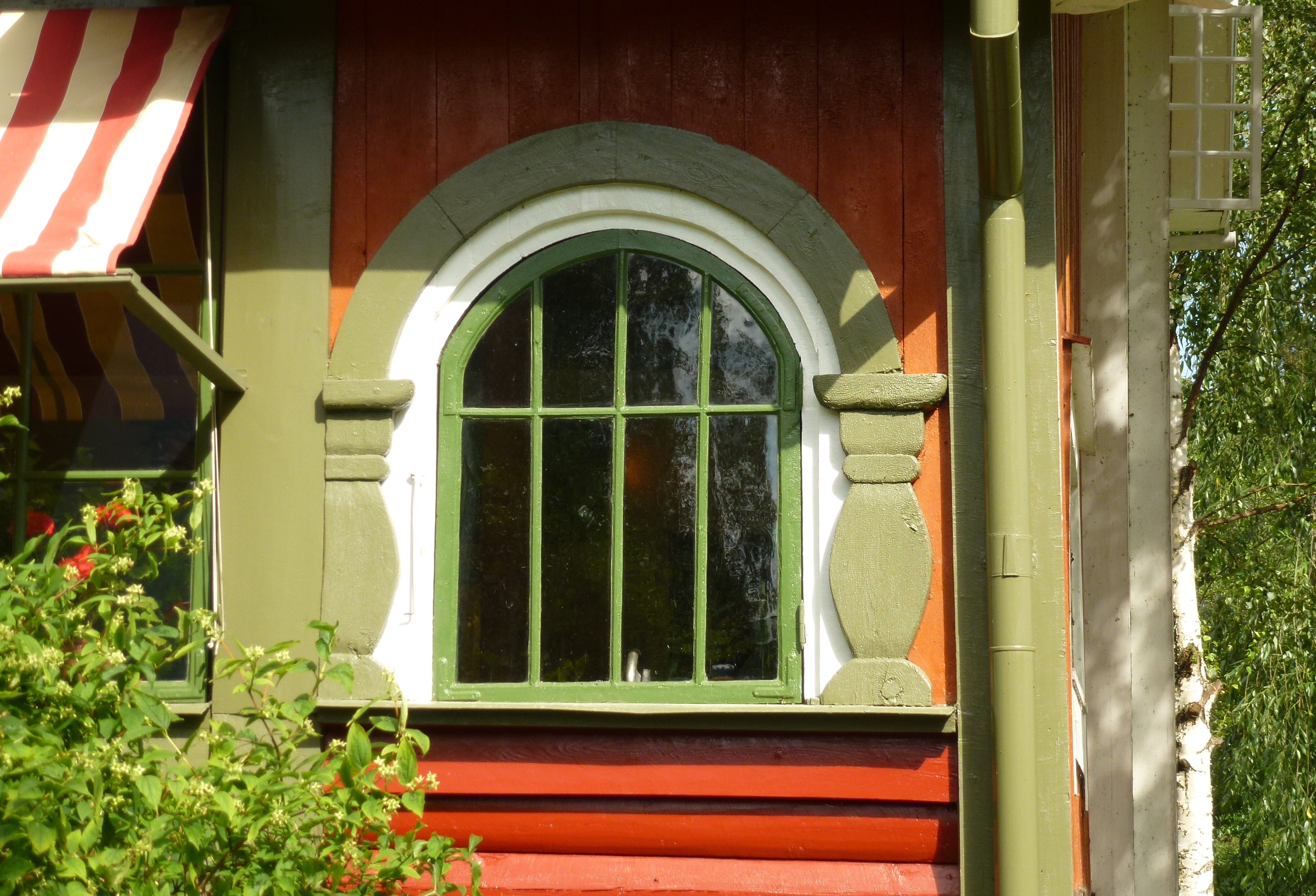
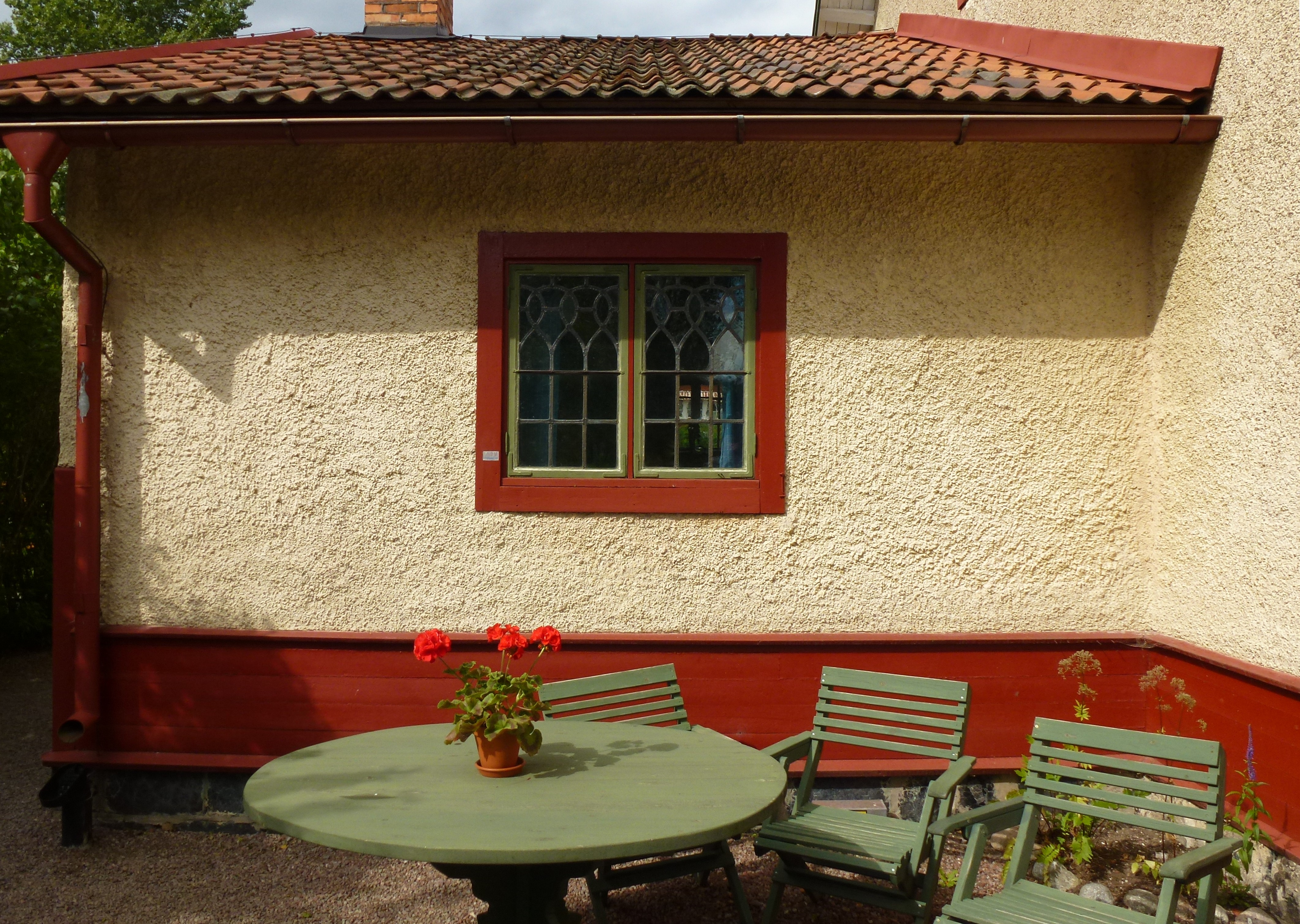
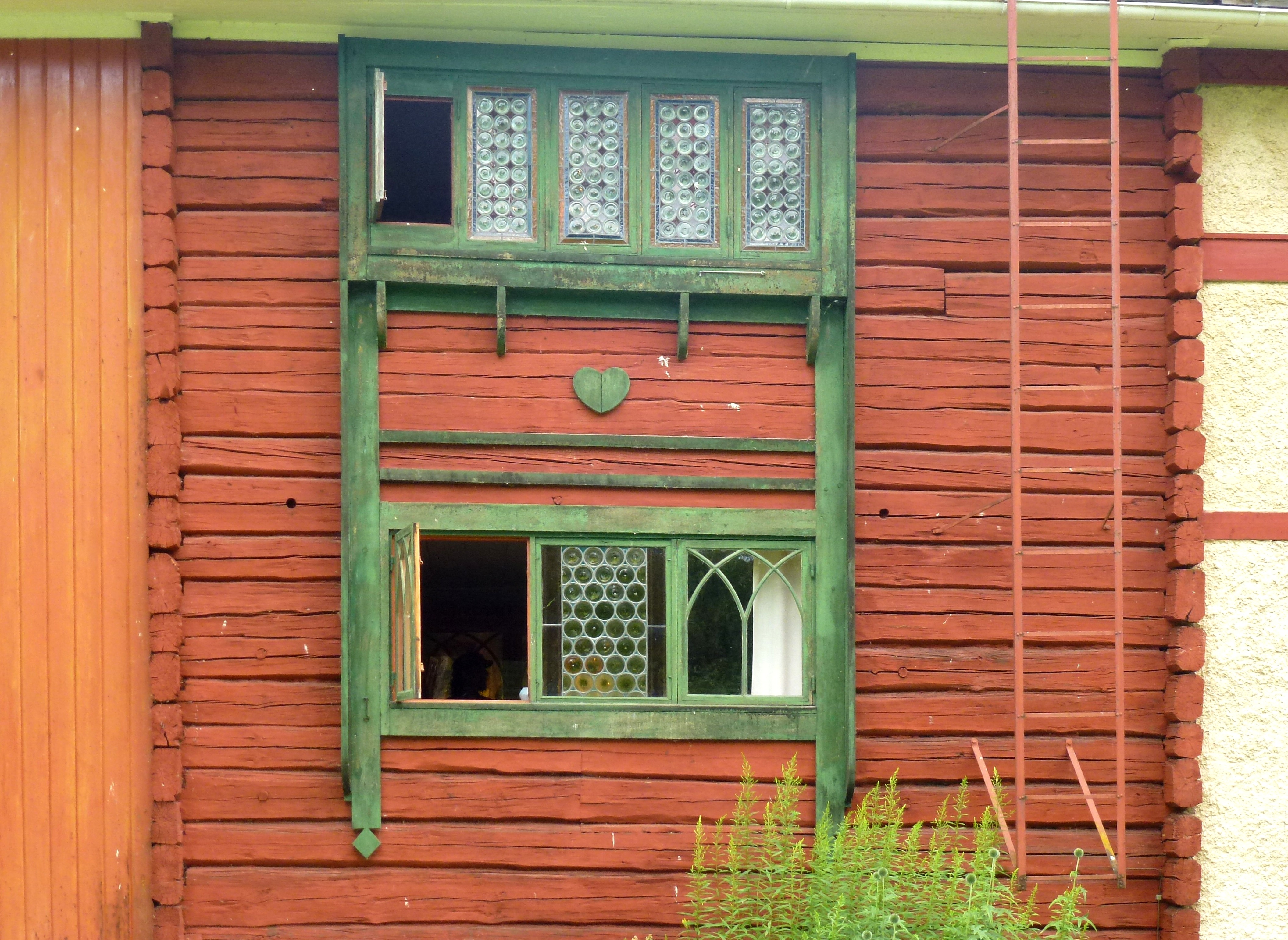

## Bilder

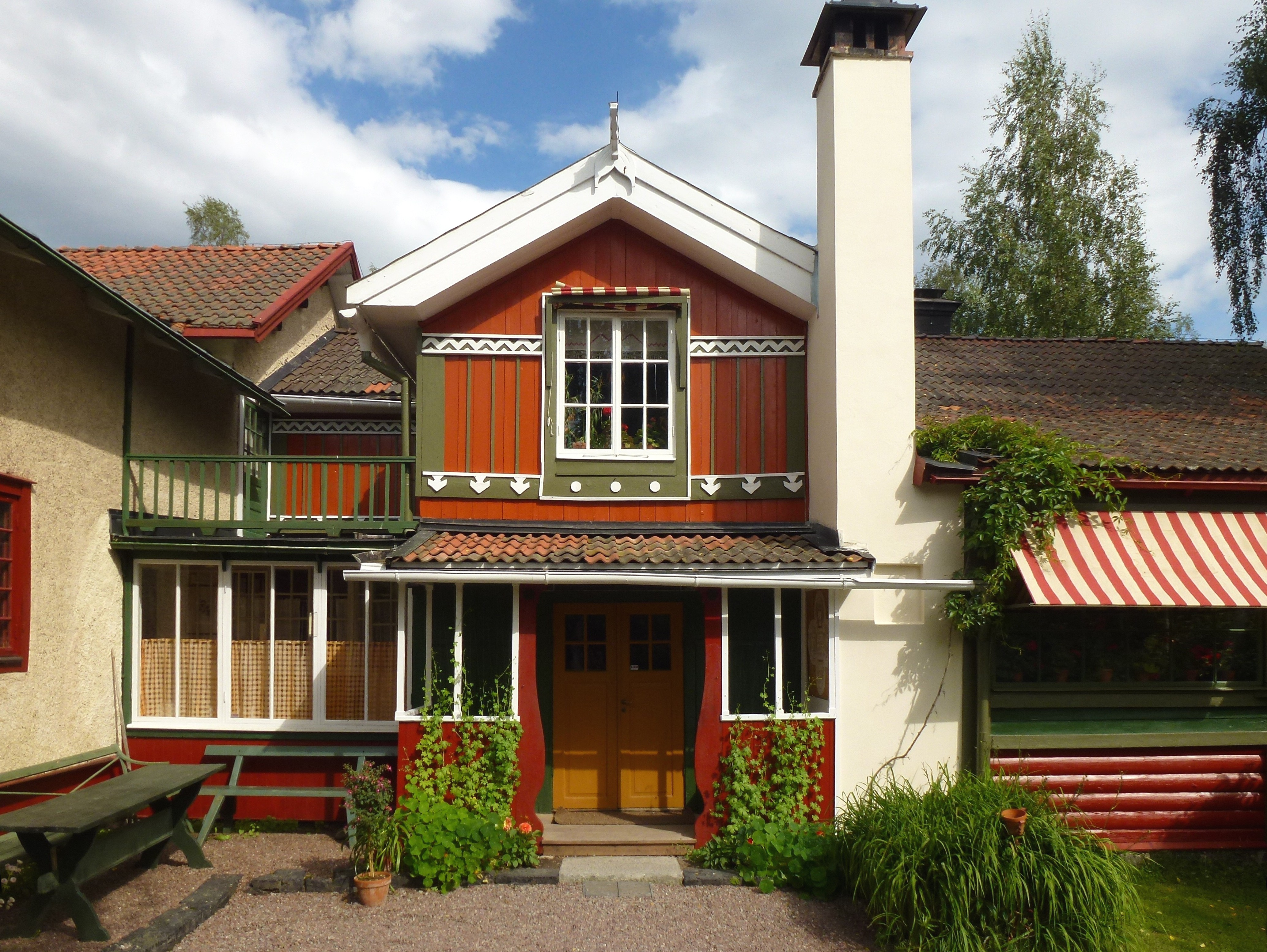
Fasad mot väst (entré)
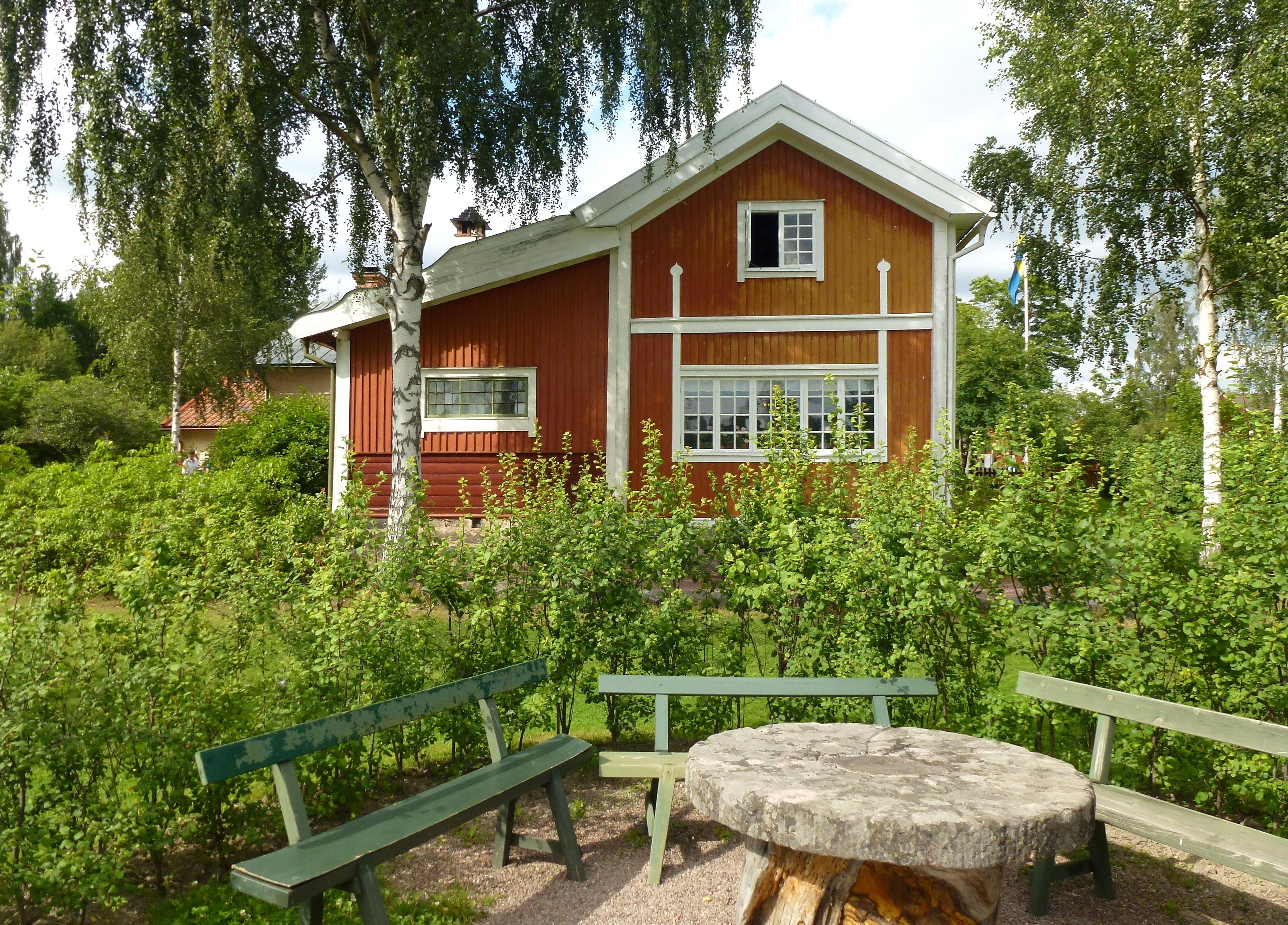
Fasad mot syd
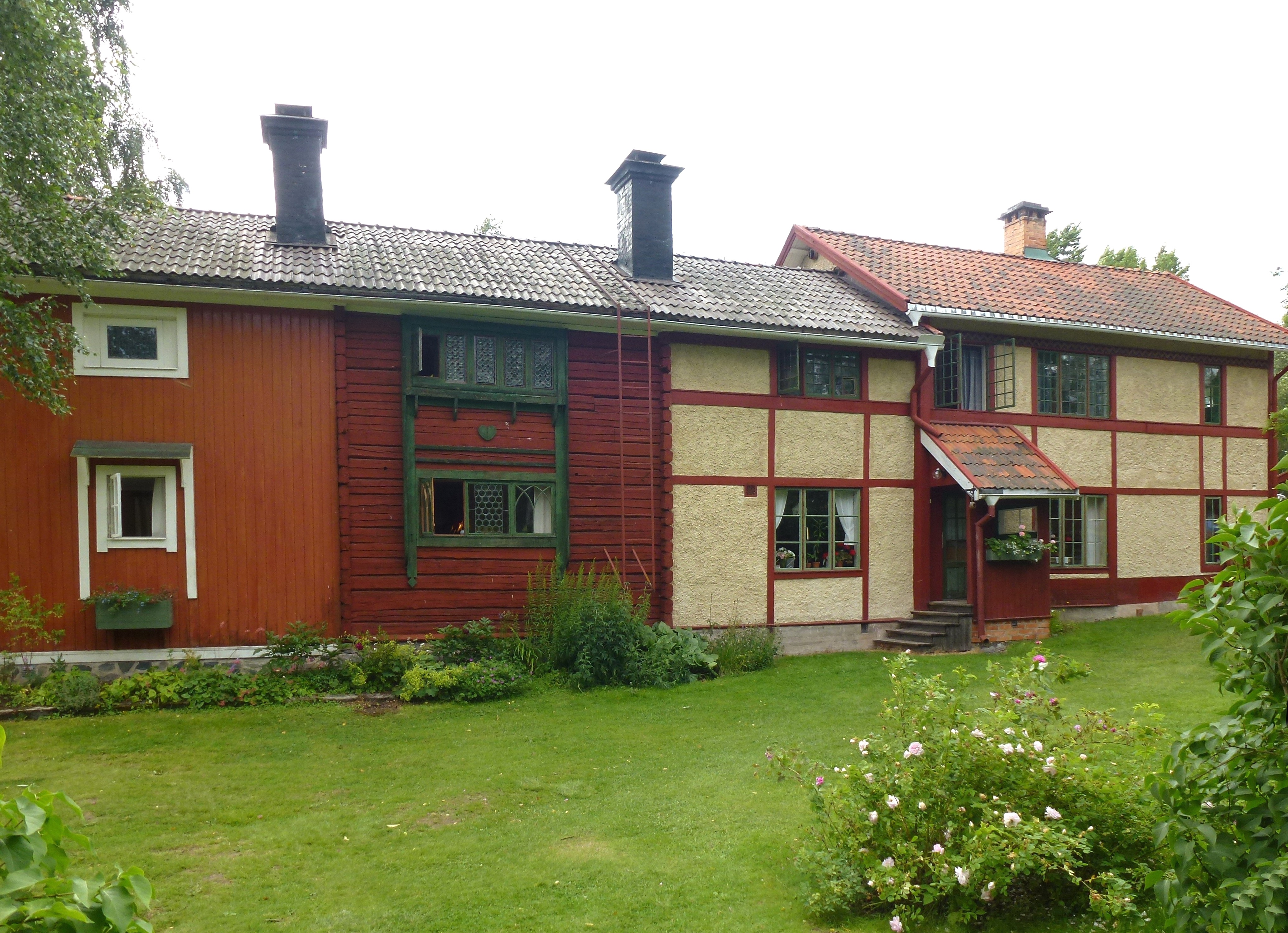
Fasad mot öst
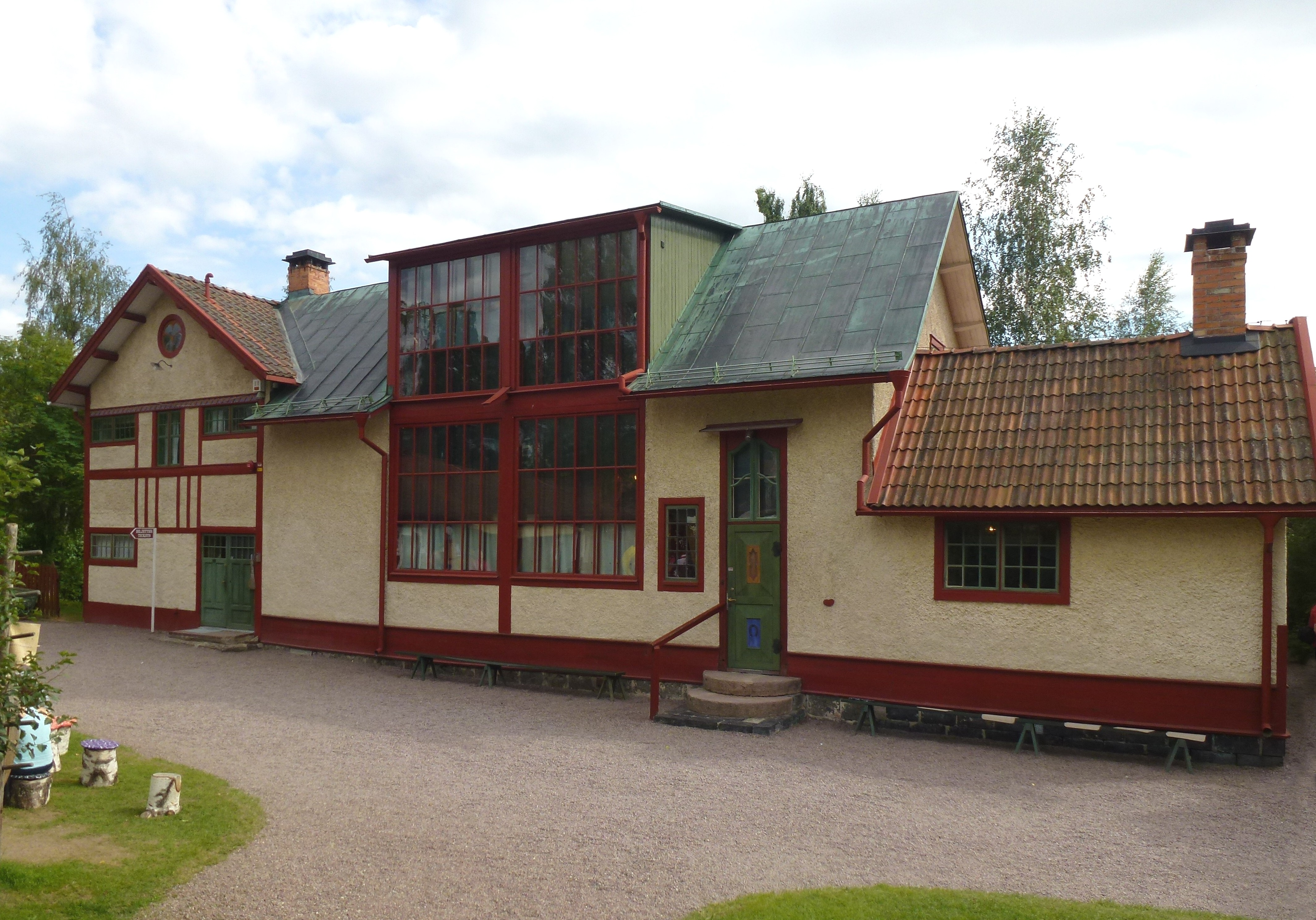
Fasad mot norr (ateljé)